# I’m Not the Only One
I’m Not the Only One – piosenka i czwarty singel Sama Smitha z płyty In the Lonely Hour wydany pod koniec sierpnia 2014.

## Lista utworów

### Single digital (Capitol 00602547038326)
1. I’m Not the Only One (Radio Edit) 3:24
2. I’m Not the Only One 3:59

### EP
1. "I’m Not the Only One" (Radio Edit) 3:24
2. "I’m Not the Only One" (Armand van Helden Remix) 6:35
3. "I’m Not the Only One" (Grant Nelson Remix) 6:47
4. "I’m Not the Only One" (Armand van Helden's 'DAT SHIZNIT IZ SLAMMIN' Remix) 4:06

### singel z udziałemASAP Rocky
1. "I’m Not the Only One" (featuring ASAP Rocky) 3:42

## Notowania

### Świat[1]
- Australia: 11
- Austria: 22
- Belgia: 16 (Flandria), 30 (Walonia)
- Dania: 5
- Francja: 77
- Holandia: 3
- Kanada: 2[2]
- Korea Południowa: 19[3]
- Niemcy: 45
- Norwegia: 26
- Nowa Zelandia: 3
- Polska: 8
- Republika Południowej Afryki: 1[4]
- Stany Zjednoczone Ameryki: 7[5]
- Szwajcaria: 18
- Szwecja: 26
- Wielka Brytania: 3[6]

### Listy przebojów w Polsce
- POPLista RMF FM: 1[7]
- Lista Przebojów Radia Katowice: 1[8]
- Złota Trzydziestka Radia Koszalin: 15[9]